# باشگاه فوتبال بولوسپور
باشگاه فوتبال بولواسپور (انگلیسی: Boluspor) یک باشگاه فوتبال مستقر در بولو،  ترکیه است که در حال حاضر در لیگ دسته اول فوتبال ترکیه، دومین سطح لیگ فوتبال در این کشور به فعالیت می‌پردازد. 